# Siegfried Hedusch
Siegfried Hedusch (* 30. Dezember 1925 in Steinigtwolmsdorf; † 10. Dezember 2003) war ein deutscher Kunstpädagoge und volkskünstlerischer Maler.

## Leben und Werk
Hedusch absolvierte eine Berufsausbildung als Technischer Zeichner, Glas- und Porzellanmaler. Er bildete sich im Malen und Zeichnen und in der Kunstgeschichte weiter und nahm dazu von 1947 bis 1950 an Kursen des Bischofswerdaer Lehrers Paul Kegel teil. Der riet ihm, Kunsterzieher zu werden. Daraufhin machte Hedusch 1951 ein Praktikum an der Leipziger Thomasschule und dann ein Studium am Pädagogischen Institut Erfurt, das er 1955 als Kunsterzieher abschloss. Danach war er bis zu seiner Pensionierung 1990 Kunsterzieher am heutigen Goethe-Gymnasium Bischofswerda. Neben seiner beruflichen Arbeit betätigte sich Hedusch künstlerisch, vor allem als Maler.
Die Stadt Bischofswerda ehrte ihn, indem sie eine Straße nach ihm benannte.

## Werke (Auswahl)
- Parkfest in Rammenau (1966, Öl, 70 × 90 cm; Museum der Westlausitz Kamenz)[1]
- Franziska (um 1967, Öl)
- Russischer Sommer (1971, Öl, 79 × 59 cm; Museum der Westlausitz Kamenz)[2]
- Gedenkmedaille 750 Jahre Bischofswerda (1977; Entwurf der ausgeführten Medaille; auf der VIII. Kunstausstellung der DDR)[3]

## Teilnahme an Gruppenausstellungen (unvollständig)
- 1962: Dresden, Stadthalle („Bildnerisches Volksschaffen“)
- 1967: Dresden (Kunstausstellung der 9. Arbeiterfestspiele)
- 1977/1978: Dresden, VIII. Kunstausstellung der DDR